# Dywizje pancerne ZSRR i Federacji Rosyjskiej w latach 1989–2008
Dywizje pancerne ZSRR i Federacji Rosyjskiej w latach 1989–2008 – pancerne związki taktyczne Armii Radzieckiej, potem Federacji Rosyjskiej i innych państw byłego ZSRR.

## Struktura organizacyjna
Ze względu na specyfikę teatrów działań wojennych, struktura organizacyjna poszczególnych dywizji pancernych nieco się od siebie różniła. W 1989 w Siłach Zbrojnych Związku Radzieckiego funkcjonowało pięć różnych etatów dywizji pancernych.
Zasadnicza ich struktura  była w zasadzie podobna:
- dowództwo dywizji
- trzy pułki czołgów[a]
- pułk zmechanizowany[a]
- pułk artylerii samobieżnej[b]
- pułk przeciwlotniczy
- batalion rozpoznawczy i WRE[c]
- batalion łączności (dowodzenia)
- batalion saperów[d]
- batalion zaopatrzenia[e]
- batalion remontowy[f]
- batalion medyczny

## Lista dywizji pancernych
| Dywizje radzieckie i FR w latach 1989–2008 | Dywizje radzieckie i FR w latach 1989–2008      | Dywizje radzieckie i FR w latach 1989–2008 |
| Nazwa                                      | Zmiany                                          | Podporządkowanie                           |
| ------------------------------------------ | ----------------------------------------------- | ------------------------------------------ |
| 1 Dywizja Pancerna                         | Przeformowana w 1 BPanc                         | BSU / 11A / Kaliningrad                    |
| 2 Dywizja Pancerna                         | Utrzymana do 2008                               | Zabajkalski OW / 36A/ Mima                 |
| 3 Dywizja Pancerna                         |                                                 | Przekazana Białorusi                       |
| 4 Dywizja Pancerna                         | Utrzymana do 2008                               | Moskiewski OW Narofomińsk                  |
| 5 Dywizja Pancerna                         | Utrzymana do 2008                               | Zabajkał Kjahta                            |
| 6 Dywizja Pancerna                         |                                                 | Przekazana Białorusi                       |
| 7 Dywizja Pancerna                         | Rozformowana w 1990                             |                                            |
| 8 Dywizja Pancerna                         | Rozformowana w 1990                             |                                            |
| 9 Dywizja Pancerna                         | Rozformowana w 1991                             |                                            |
| 10 Dywizja Pancerna                        | 2005-2006 skadrowana, BSU                       | Moskiewski OW / Boguczar                   |
| 11 Dywizja Pancerna                        |                                                 | Przekazana Białorusi                       |
| 12 Dywizja Pancerna                        | Rozformowana w 1991                             |                                            |
| 13 Dywizja Pancerna                        | Rozformowana w 1989                             |                                            |
| 14 Dywizja Pancerna                        | W 1989 przekazana MSW                           |                                            |
| 15 Dywizja Pancerna                        | Przeformowana w BSU                             | Przywołżańsko-Uralski OW Czebarkuł         |
| 16 Dywizja Pancerna                        | Przeformowana w 5967 BSU                        | Przywołżańsko-Uralski OW Czajkowski        |
| 17 Dywizja Pancerna                        |                                                 | Przekazana Ukrainie                        |
| 19 Dywizja Pancerna                        |                                                 | Przekazana Białorusi                       |
| 20 Dywizja Pancerna                        | Rozformowana w 1991                             |                                            |
| 21 Dywizja Pancerna                        | Utrzymana do 2008                               | Dalekowschodni OW / 35A / Bielogorsk       |
| 23 Dywizja Pancerna                        |                                                 | Przekazana Ukrainie                        |
| 24 Dywizja Pancerna                        | 54 Centrum Szkolenia, przeformowane w 25BZ, BSU | Leningradzki OW / Strugi Krasnyje          |
| 25 Dywizja Pancerna                        | Rozformowana w 1989                             |                                            |
| 26 Dywizja Pancerna                        | 467 Centrum Szkolenia                           | Moskiewski OW /Kowrowo                     |
| 27 Dywizja Pancerna                        | 395 Centrum Szkolenia przeformowane w BSU       | Dalekowschodni OW / Zawitińsk              |
| 28 Dywizja Pancerna                        | Rozformowana w 1989                             |                                            |
| 30 Dywizja Pancerna                        |                                                 | Przekazana Ukrainie                        |
| 31 Dywizja Pancerna                        | Przeformowana w 3 DZ                            | Moskiewski OW / 22 A / Dzierżyńsk          |
| 32 Dywizja Pancerna                        | Rozformowana - 1989                             |                                            |
| 34 Dywizja Pancerna                        |                                                 | Przekazana Białorusi                       |
| 37 Dywizja Pancerna                        |                                                 | Przekazana Białorusi                       |
| 40 Dywizja Pancerna                        | Przeformowana w 40BPanc, BSU                    | 11A / Sowieck                              |
| 41 Dywizja Pancerna                        |                                                 | Przekazana Ukrainie                        |
| 42 Dywizja Pancerna                        |                                                 | Przekazana Ukrainie                        |
| 44 Dywizja Pancerna                        | 479 Centrum Szkolenia                           | Uralski OW / Kamyszyn                      |
| 45 Dywizja Pancerna                        |                                                 | Przekazana Białorusi                       |
| 47 Dywizja Pancerna                        | Przeformowana w 3 DZ                            | Moskiewski OW /22A / Dzierżyńsk            |
| 48 Dywizja Pancerna                        |                                                 | Przekazana Ukrainie                        |
| 49 Dywizja Pancerna                        | 212 Centrum Szkolenia                           | Zabajkalski OW / Czyta                     |
| 51 Dywizja Pancerna                        | Przeformowana w BSU                             | Zabajkalski OW / 39 A / Boganur            |
| 60 Dywizja Pancerna                        | Rozformowana w 1990                             |                                            |
| 65 Dywizja Pancerna                        | Przeformowana w BSU                             | Moskiewski OW / Riazań                     |
| 67 Dywizja Pancerna                        | Przeformowana w BSU                             | Syberyjski OW / Topczycha                  |
| 68 Dywizja Pancerna                        | Przeformowana w BSU                             | Syberyjski OW / Szyłowo                    |
| 75 Dywizja Pancerna                        | Rozformowana w 1989                             |                                            |
| 76 Dywizja Pancerna                        |                                                 | Przekazana Białorusi                       |
| 77 Dywizja Pancerna                        | Przeformowana w 5510 BSU                        | Dalekowschodni OW / 5A /Liliczi            |
| 78 Dywizja Pancerna                        |                                                 | Przekazana Kazachstanowi                   |
| 79 Dywizja Pancerna                        | Rozformowana w 1992                             |                                            |
| 90 Dywizja Pancerna                        | Przeformowana w 5968 BSU                        | Przywołżańsko-Uralski OW Czemorecze        |
| 117 Dywizja Pancerna                       |                                                 | Przekazana Ukrainie                        |
| 193 Dywizja Pancerna                       |                                                 | Przekazana Białorusi                       |